# Гірська каракара
Гірська каракара (Phalcoboenus) — рід хижих птахів родини соколових (Falconidae). Включає 4 види.

## Поширення
Представники роду поширені в Південній Америці.

## Види
- Каракара еквадорська (Phalcoboenus carunculatus)
- Каракара андійська (Phalcoboenus megalopterus)
- Каракара патагонська (Phalcoboenus albogularis)
- Каракара фолклендська (Phalcoboenus australis)